# Steve Konroyd
Stephen Mark „Steve“ Konroyd (* 10. Februar 1961 in Scarborough, Ontario) ist ein ehemaliger kanadischer Eishockeyspieler. Der Verteidiger absolvierte insgesamt über 900 Spiele in der National Hockey League, den Großteil davon für die Calgary Flames, die New York Islanders sowie die Chicago Blackhawks. Mit der kanadischen Nationalmannschaft gewann er jeweils die Silbermedaille bei den Weltmeisterschaften 1985 und 1991. Seit seinem Karriereende ist er als TV-Experte tätig.

## Karriere
Steve Konroyd wurde in Scarborough geboren und spielte in seiner Jugend unter anderem für die Markham Waxers, bevor er mit Beginn der Saison 1978/79 für die Oshawa Generals in der Ontario Major Junior Hockey League (OMJHL) auflief. 1980 wurde er von der OMJHL mit der Bobby Smith Trophy für seine sportlichen und schulischen Leistungen ausgezeichnet, bevor ihn im NHL Entry Draft 1980 die Calgary Flames an 39. Position auswählten. Für die Flames debütierte der Kanadier in der National Hockey League (NHL), wurde allerdings nach vier Spielen zurück in die mittlerweile unter dem Namen Ontario Hockey League (OHL) firmierende Juniorenliga geschickt. Dort erreichte der Verteidiger in der Saison 1980/81 mit 68 Scorerpunkten in 59 Spielen seine mit Abstand beste persönliche Statistik und wurde infolgedessen ins OHL Second All-Star Team gewählt.
Von einem kurzen Gastspiel in der Saison 1981/82 bei den Oklahoma City Stars, dem Farmteam der Calgary Flames, in der Central Hockey League abgesehen, etablierte sich Konroyd schnell im NHL-Aufgebot der Flames und absolvierte in den folgenden knapp fünf Jahren über 400 Spiele für das Franchise. Zur Trade Deadline im März 1986 jedoch gaben ihn die Flames samt Richard Kromm an die New York Islanders ab und erhielten im Gegenzug John Tonelli. Für die Islanders war Konroyd knapp zweieinhalb Jahre aktiv und fungierte zeitweise als Assistenzkapitän, bevor er im November 1988 samt Bob Bassen zu den Chicago Blackhawks transferiert wurde; New York erhielt dafür Marc Bergevin und Gary Nylund. In Chicago verlebte der Abwehrspieler seine sportlich erfolgreichste Zeit, so erreichte das Team 1989 und 1990 das Conference-Finale, wo es jedoch jeweils dem späteren Stanley-Cup-Sieger (Calgary/Edmonton) unterlag, und gewann 1991 die Presidents’ Trophy als beste Mannschaft der regulären Saison.
Im Januar 1992 gaben ihn die Blackhawks an die Hartford Whalers ab, die im Gegenzug Rob Brown nach Chicago schickten. Im Tausch für ein Sechstrunden-Wahlrecht im NHL Entry Draft 1993 gelangte er bereit im März 1993 zu den Detroit Red Wings, für die er in einem Jahr nur 25 NHL-Einsätze absolvierte und schließlich im März 1994 für Daniel Berthiaume zu den Ottawa Senators wechselte. In Ottawa beendete er die Saison mit acht Spielen und erhielt anschließend keinen weiterführenden Vertrag. Nach einer längeren Periode als Free Agent schloss sich Konroyd im März 1995 den Chicago Wolves aus der International Hockey League an. Nachdem diese bereits Anfang April nach drei Spielen aus den Playoffs ausgeschieden waren, kehrte er kurzzeitig zu den Calgary Flames zurück und kam für seinen früheren Arbeitgeber zu einem und gleichzeitig seinem letzten NHL-Einsatz. Nach der Spielzeit 1994/95 beendete Konroyd seine aktive Karriere, in der er insgesamt 992 NHL-Spiele absolviert und dabei 261 Punkte erzielt hatte.
Direkt nach seinem Karriereende trat Konroyd ins Mediengeschäft über und war als Kommentator bzw. TV-Experte an Übertragungen von Spielen der Phoenix Coyotes, San Jose Sharks und Columbus Blue Jackets beteiligt. Seit der Saison 2005/06 ist er in gleicher Funktion für Comcast SportsNet (CSN) bei Spielen der Chicago Blackhawks aktiv.

### International
Mit der kanadischen Nationalmannschaft nahm Konroyd an den Weltmeisterschaften 1985 und 1991 teil und gewann mit dem Team dort jeweils die Silbermedaille. Dabei steuerte der Abwehrspieler in 20 Spielen sieben Scorerpunkte bei.

## Erfolge und Auszeichnungen
- 1980 Bobby Smith Trophy
- 1981 OHL Second All-Star Team
- 1985 Silbermedaille bei der Weltmeisterschaft
- 1991 Silbermedaille bei der Weltmeisterschaft

## Karrierestatistik

### International
Vertrat Kanada bei:
- Weltmeisterschaft 1985
- Weltmeisterschaft 1985

(Legende zur Spielerstatistik: Sp oder GP = absolvierte Spiele; T oder G = erzielte Tore; V oder A = erzielte Assists; Pkt oder Pts = erzielte Scorerpunkte; SM oder PIM = erhaltene Strafminuten; +/− = Plus/Minus-Bilanz; PP = erzielte Überzahltore; SH = erzielte Unterzahltore; GW = erzielte Siegtore; 1 Play-downs/Relegation; Kursiv: Statistik nicht vollständig)

## Persönliches
Konroyd ist verheiratet und Vater von fünf Kindern.